# Arroscia
Az Arroscia folyó Olaszországban. A forrása a Ligúriai Alpokban található 2078 méter magasságban. Hossza 38 km, keresztülfolyik Imperia és Savona megyéken.

## Fordítás
Ez a szócikk részben vagy egészben  az   Arroscia című német Wikipédia-szócikk fordításán alapul.  Az eredeti cikk szerkesztőit annak laptörténete sorolja fel. Ez a jelzés csupán a megfogalmazás eredetét és a szerzői jogokat jelzi, nem szolgál a cikkben szereplő információk forrásmegjelöléseként.